# Morgan Bradley
Morgan Bradley (* 1990 in Neuseeland) ist eine neuseeländische Schauspielerin und Sängerin.

## Leben
Bradley wurde als Tochter der Landwirte Robert und Sharon Bradley geboren. Sie hat einen älteren Bruder. Sie besuchte bis 2009 die Hagley Theatre Company und erhielt anschließend ein Stipendium am Unitec Institute of Performing.
2019 erschien der Kurzfilm Mothers Day!, für den sie für die Regie, die Produktion und das Drehbuch zuständig war und außerdem die weibliche Hauptrolle übernahm. 2021 verkörperte sie als Wissenschaftlerin Vera Collins eine der Hauptrollen im Abenteuerfilm The Devil’s Triangle – Das Geheimnis von Atlantis. 2022 übernahm sie die weibliche Hauptrolle der Hallie Reynolds im Fernsehfilm A Broken Mother.

## Filmografie (Auswahl)
- 2011–2015: Kidzone with Morgan (Fernsehserie)
- 2015: High Risk (Miniserie, 3 Episoden)
- 2015: Subconscious (Kurzfilm)
- 2016: Titiro (Kurzfilm)
- 2016: Transgender (Kurzfilm)
- 2016: The Making of the Mob (Doku-Dramareihe, 2 Episoden)
- 2016: Dirty Laundry (Fernsehserie, 10 Episoden)
- 2017: Power Rangers Ninja Steel (Fernsehserie, Episode 1x08)
- 2017: American Playboy: The Hugh-Hefner-Story (Miniserie, 2 Episoden)
- 2017: Big Little City (Fernsehserie, 2 Episoden)
- 2018: ITCH (Kurzfilm)
- 2019: World War Four
- 2019: Queen Bee (Kurzfilm)
- 2019: Mothers Day! (Kurzfilm)
- 2019: Jennifer Dupont (Kurzfilm)
- 2019–2021: So isst Amerika – Pioniere des Fastfood (The Food That Built America, Fernsehdokuserie, 4 Episoden)
- 2020: The Aerialist
- 2021: Reel Combat (Fernsehserie)
- 2021: The Devil’s Triangle – Das Geheimnis von Atlantis (Devil's Triangle)
- 2021: Road to Boston
- 2022: A Broken Mother (Fernsehfilm)
- 2023: As Luck Would Have It (Fernsehserie, Episode 1x02)
- 2023: Scrambled
- 2023: Road to Boston (1947 Boston)
- 2023: The Recipe Files
- 2024: The Wrong Life Coach (Fernsehfilm)
- 2024: Good Bad Things
- 2024: Million Dollar Lethal Listing (Fernsehfilm)
- 2024: The Life I Can't Remember (Fernsehfilm)

## Theater (Auswahl)
- 2014: Alice in Wonderland, Regie: Nancy Schroder, Kiss Theatre Co
- 2015: The Dummy, Regie: Dawn Glover, Auckland Fringe Festival/Navi Collaborative
- 2015: RENT, Regie: Dan Chasemore
- 2015: Closer, Regie: Dan Chasemore